# سیارک ۸۰۷۳
سیارک ۸۰۷۳ (به انگلیسی: 8073 Johnharmon، نام‌گذاری: 1982BS) هشت هزار و هفتاد و سومین سیارک کشف شده‌است که در ۲۴ ژانویه ۱۹۸۲ کشف شد.
قدر مطلق سیارک برابر ۱۲٫۹۰ است.